# Stefania Menardi
Stefania Menardi (18 maggio 1992) è una giocatrice di curling italiana, di Cortina d'Ampezzo, atleta del Curling Club Tofane.

## Carriera agonistica

### Nazionale
Il suo esordio con la nazionale italiana junior femminile di curling è stato il Challenge europeo junior del 2009, disputato a Copenaghen, in Danimarca: in quell'occasione l'Italia si piazzò al terzo posto. Essendo i challenge europei dei gironi di qualificazioni ai mondiali junior il terzo posto è equivalente al 13º nel ranking mondiale. Con la nazionale junior partecipa a due Challenge europeo junior e ad un campionato mondiale junior.
Nel 2010 entra nella formazione della nazionale assoluta nel ruolo di riserva (alternate) con cui ha partecipato ad un campionato europeo.
Nel 2013 entra nella formazione della nazionale misti nel ruolo di second con cui ha partecipato ad un campionato europeo misto.
In totale Stefania vanta 26 presenze in azzurro. Il miglior risultato dell'atleta è il nono posto ottenuto ai campionati mondiali junior del 2012 disputati a Östersun, in Svezia.
CAMPIONATI
Nazionale assoluta:
- Europei
  - 2010 Champéry ( Svizzera) 12°

Nazionale junior:
- Mondiali junior
  - 2012 Östersun ( Svezia) 9°
- Challenge europeo junior
  - 2009 Copenaghen ( Danimarca) 3° (13° ranking mondiale)
  - 2012 Copenaghen ( Danimarca) 1° (11° ranking mondiale)

Nazionale misti:
- Europei misti
  - 2013 Edimburgo ( Scozia) 10°

### Campionati italiani
Stefania ha preso parte ai campionati italiani di curling con il Curling Club Tofane ed è stata 5 volte campionessa d'Italia:
- Italiani assoluti: 
  - 2011  con Giorgia Apollonio, Federica Apollonio, Claudia Alverà e Maria Gaspari
  - 2012  con Diana Gaspari, Giorgia Apollonio, Claudia Alverà e Federica Apollonio
- Italiani junior:
  - 2011  con Federica Apollonio, Maria Gaspari e Anastasia Mosca
  - 2012  con Federica Apollonio, Maria Gaspari e Anastasia Mosca
  - 2013  con Federica Apollonio e Maria Gaspari
- Italiani misti:
  - 2013  con Federica Apollonio, Marcello Pachner, Malko Tondella e Guido Fassina
- Italiani doppio misto:
  - 2013  con Malko Tondella